# エアトレイン・ニューアーク
エアトレイン・ニューアーク（英: AirTrain Newark）は、ニュージャージー州ニューアークにあるニューアーク・リバティー国際空港 (EWR) のターミナルと、アムトラックおよびニュージャージー・トランジットの北東回廊線およびノース・ジャージー・コースト線を連絡する、延長4.8km (3mi)のモノレール・システムである。空港連絡鉄道のひとつ。

## 歴史

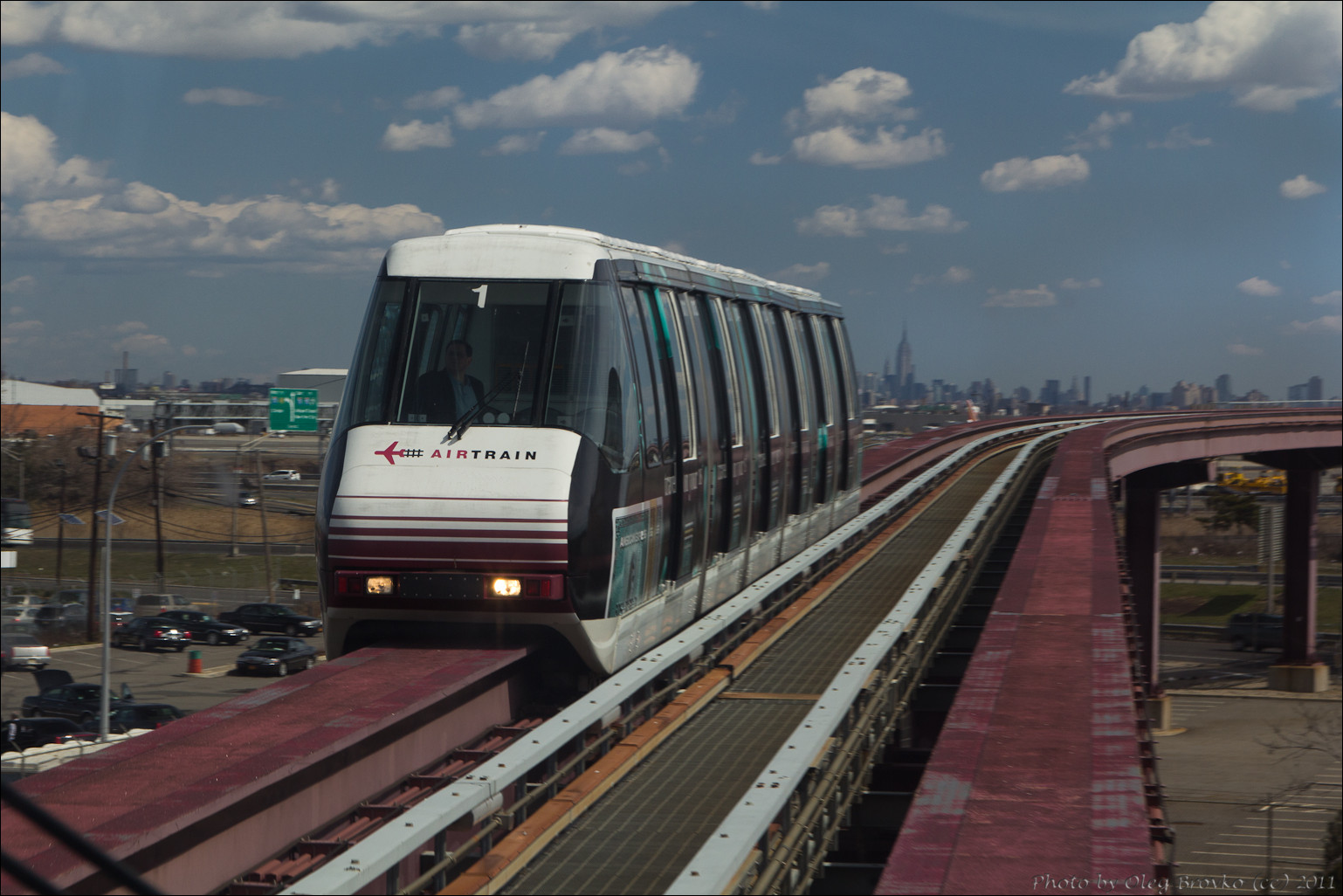
モノレール車輌（2011年）

当初は空港の各ターミナルをつなぐ空港旅客輸送手段であったが、これを空港アクセスのための交通機関ともするため、北東回廊線への延伸工事が1997年より開始され、2000年10月21日に運行を再開した。
1996年の開業に際し、6両編成のボンバルディア製列車が12編成用意された。
のちに、6両編成列車がさらに18編成へと増備された。
当システムを構築するための契約はフォン・ロールAGに与えられたが、当システムが構築される間にフォン・ロールのモノレール部門を買収したアドトランツによって事業計画が完了した。
アドトランツは、後にボンバルディア・トランスポーテーションによって買収され、空港の経営者であるニューヨーク・ニュージャージー港湾公社との契約のもとでエアトレインを運行し続けている。
交通記者であるバーニー・ワーゲンブラストによって録音された自動アナウンスにより、各ターミナルでどの航空会社が利用できるか、乗客に案内している。
2007年の一日平均の利用者数は4,930人であった。
港湾公社は、エアトレインの修理を行うため、2014年5月1日から75日間（7月中旬まで）運行を中止することを同年4月8日に発表した。
修理は早期に完了し、同年7月3日に運行を再開した。

## 運賃
アムトラック/ニュージャージー・トランジットの接続駅であるニューアーク空港駅で乗降しない限り、すなわち空港内ターミナルや駐車場間の行き来のみの場合、列車の運賃は無料である。
ニューアーク空港駅を利用をする場合、運賃は列車の乗車券の価格に含まれている。
ニュージャージー・トランジットの定期パス所持者は、定期パスに乗車起点または降車目的地としてEWRを設定しない限り、エアトレインに乗車するためには5.50ドルの別料金を支払う必要がある。

## 駅一覧

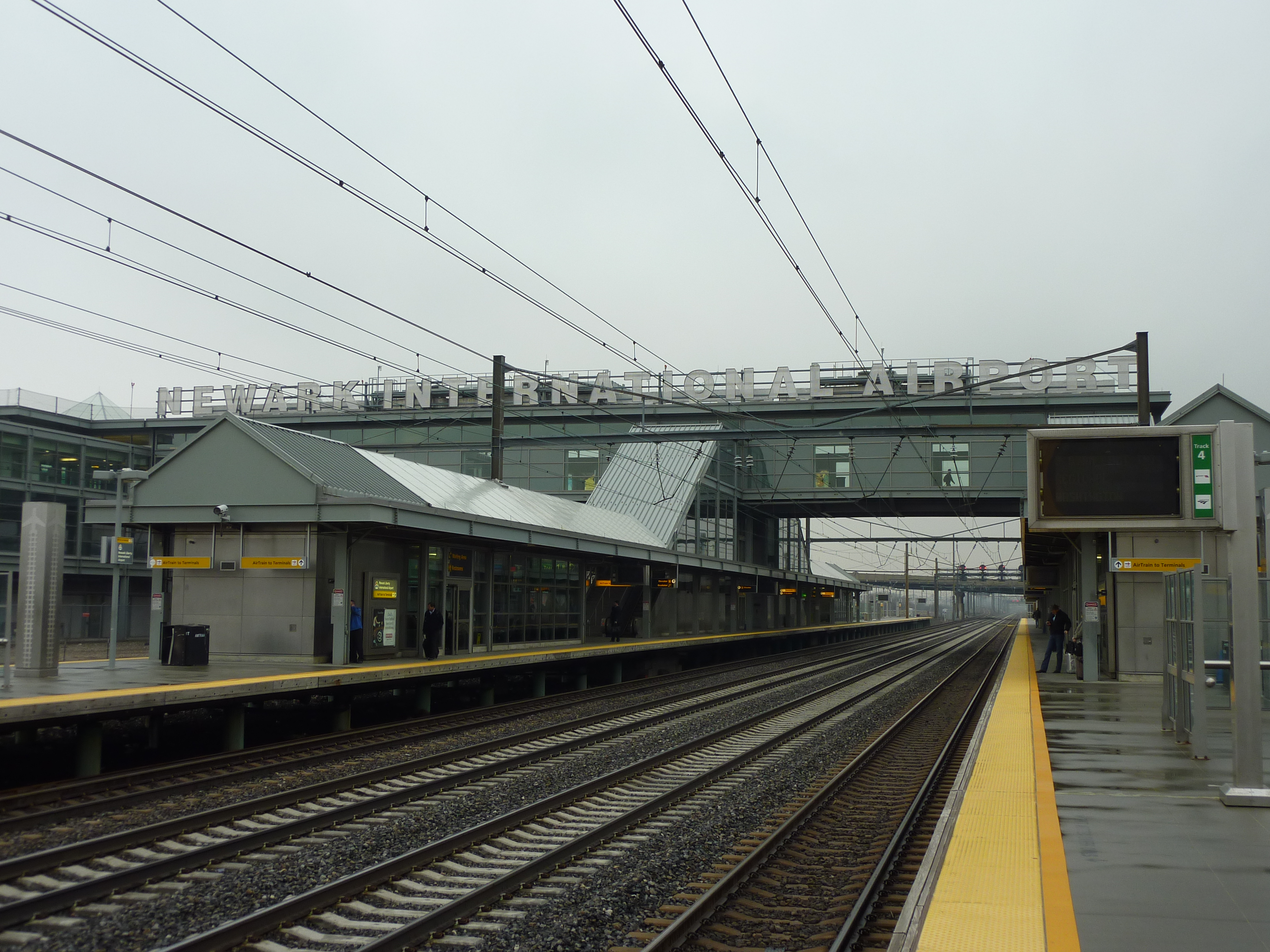
アムトラックおよびNJT線への接続駅であるニューアーク・リバティー国際空港駅（2010年）

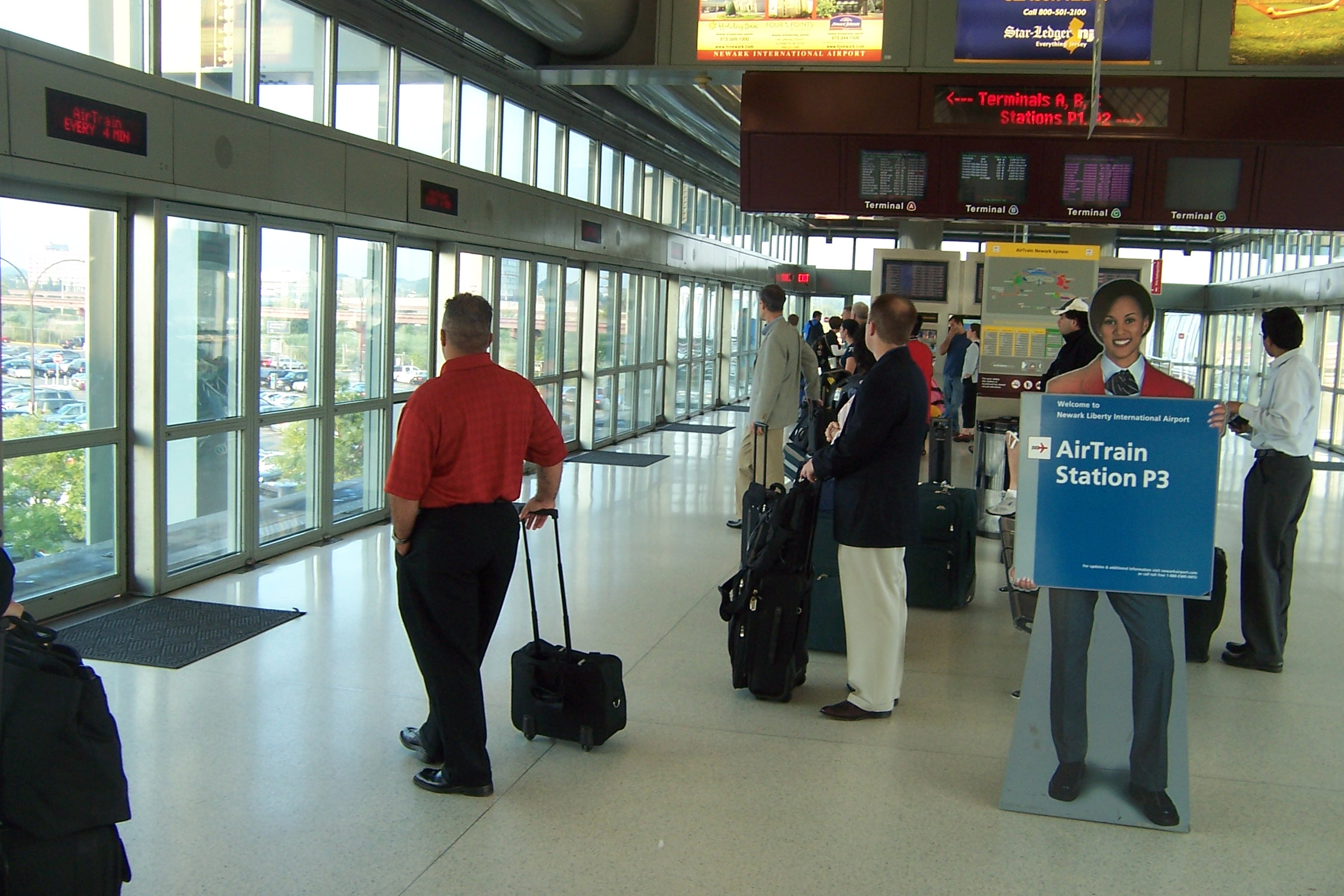
P3駅のプラットホーム（2008年）

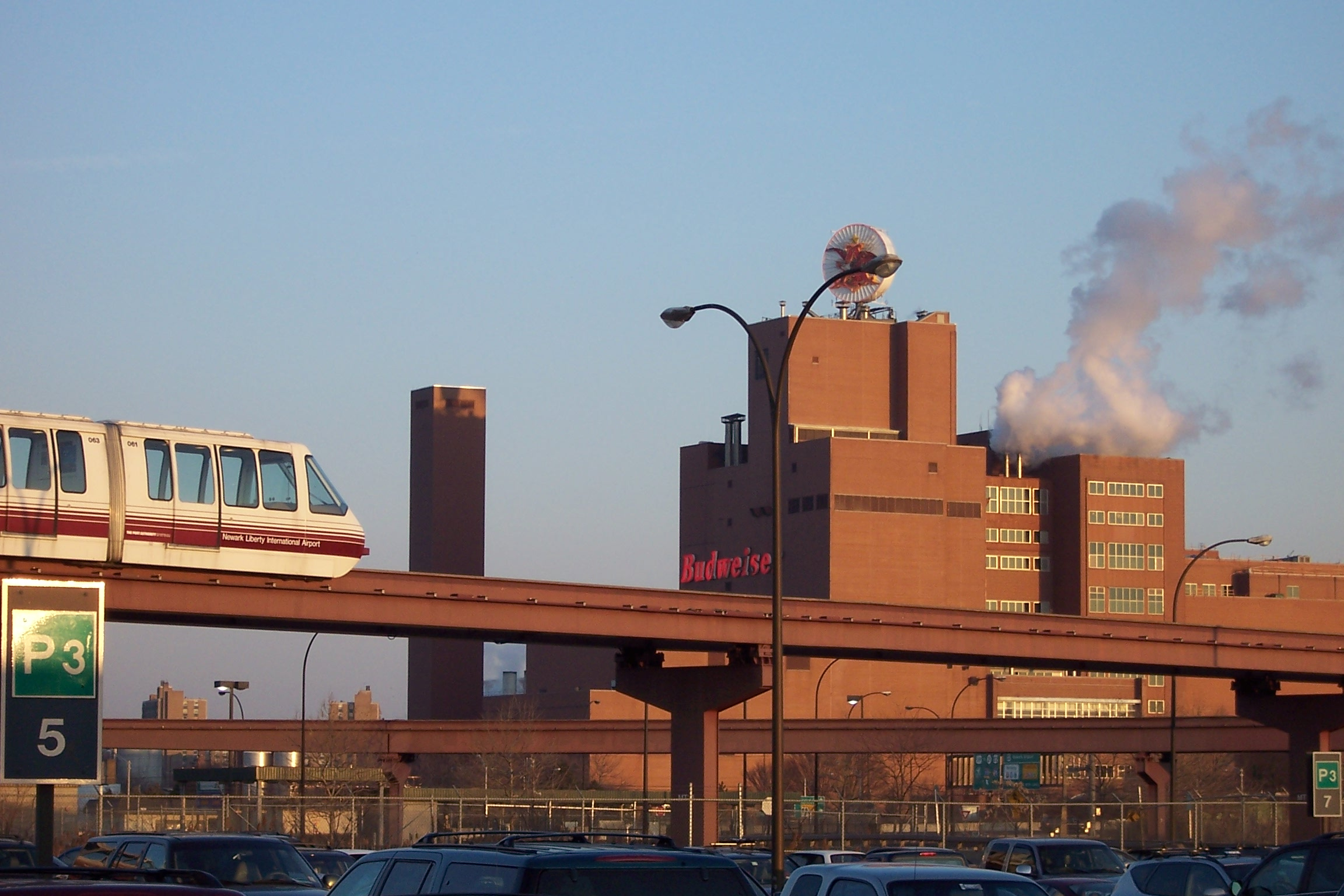
P3駐車場の上を走行するエアトレイン（2005年）

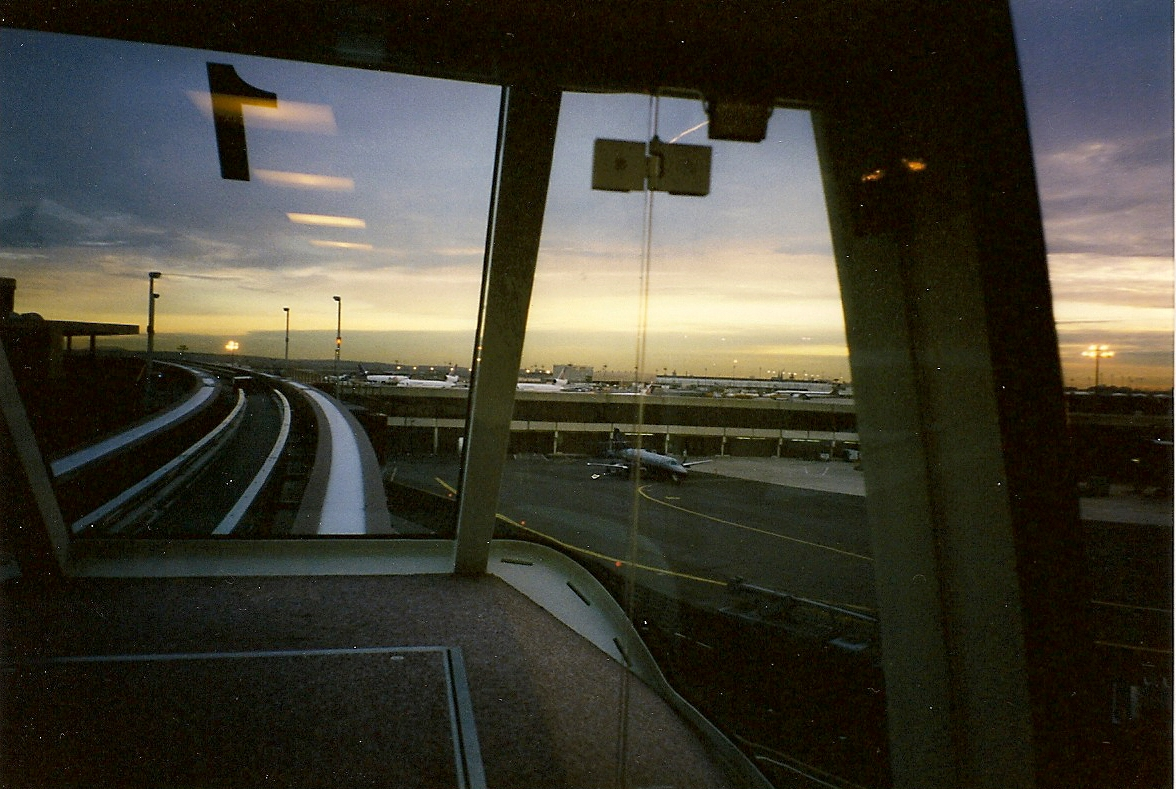
列車の先頭車からの展望（1997年）

エアトレインへの乗換駅はニューアーク・リバティー国際空港駅（ニューアーク空港駅）であり、乗換通路を介してアムトラックおよびニュージャージー・トランジット(NJT)への乗り換えができる。ホーム上には線路と航空機をつなげたエアトレインのシンボルマークが掲げられ、空港への玄関口であることを示している。
エアトレインには、空港内に3つの主要駅があり、主なターミナル（A、BおよびC）ごとに1つの駅がある。
これらの駅は、ターミナル・ビルの上に設置されている。
他には、駐車場およびレンタカー施設のための4つの駅（P1、P2、P3およびP4）に加えて、北東回廊に8つ目の駅がある。
- ニューアーク空港駅（英語版）
- P4駅（駐車／ホテル・シャトル）
- ターミナル C駅
- ターミナル B駅
- ターミナル A駅
- P3駅（駐車場D／レンタカー）
- P2駅（駐車場D／レンタカー）
- P1駅